# Xuruppak
Xuruppak (Šuruppak) va ser una ciutat estat de l'antiga Mesopotàmia que, al començament de la civilització sumèria, va exercir-ne per un temps l'hegemonia. Es va fundar a inicis del període de Jemdet Nasr. Abans, durant el període d'Uruk, el territori només tenia alguns poblets.
Durant el període dinàstic arcaic va augmentar la seva població, perquè els recursos d'aigua es repartien millor a les ciutats, i va arribar a tenir uns 25.000 habitants. Cap a l'any 2300 aC Xuruppak va ser destruïda per un incendi, però la van reconstruir, i cap a l'any 2000 aC tornava a ser una ciutat important amb fortes muralles.
Xuruppak va ser coneguda a la tradició mesopotàmica per ser el lloc de naixement de Ziusudra, també anomenat Utnapixtim pels babilonis o Atrahasis pels accadis, un heroi de la mitologia sumèria, protagonista del mite sobre el diluvi universal.